# البريد الروسي

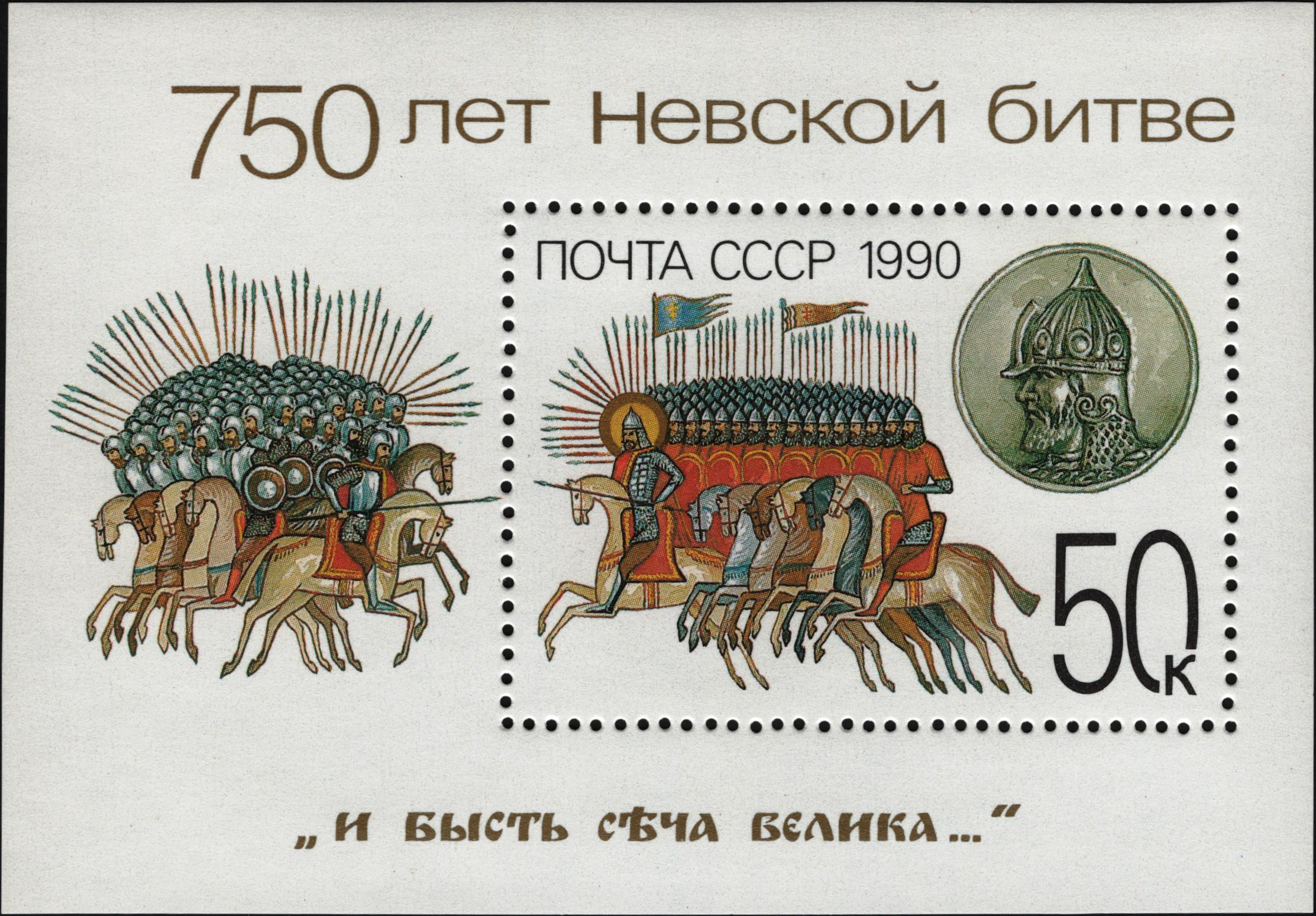
طابع بريدي روسي من 1990 للذكرى 750 لمعركة نيفا.

البريد الروسي هي المشغل البريدي الوطني لروسيا. الشركة مسؤولة عن تسليم البريد في روسيا، وإصدار طوابع البريد . توظف شركة البريد الروسية حوالي 390000 شخص ولديها أكثر من 42000 مكتب بريد،  ومقرها في موسكو . في عام 2012 ، قام البريد الروسي بتسليم أكثر من 2.4 مليار  قطعة من البريد وشكلت أكثر من 54 مليون طرد وأكثر من 100 مليون تحويلات. في مارس 2013 ، تضمن المرسوم الرئاسي الذي وقعه الرئيس فلاديمير بوتين البريد الروسي في قائمة ما يسمى الشركات الاستراتيجية.
يمتلك البريد الروسي49,99٪ من «بنك البريد (روسيا)» (المعروف سابقًا باسم ليتو-بنك ).
تتم إدارة الخدمات البريدية في شبه جزيرة القرم المرفقة من قبل شركة منفصلة، هي بوست أوف كريميا .

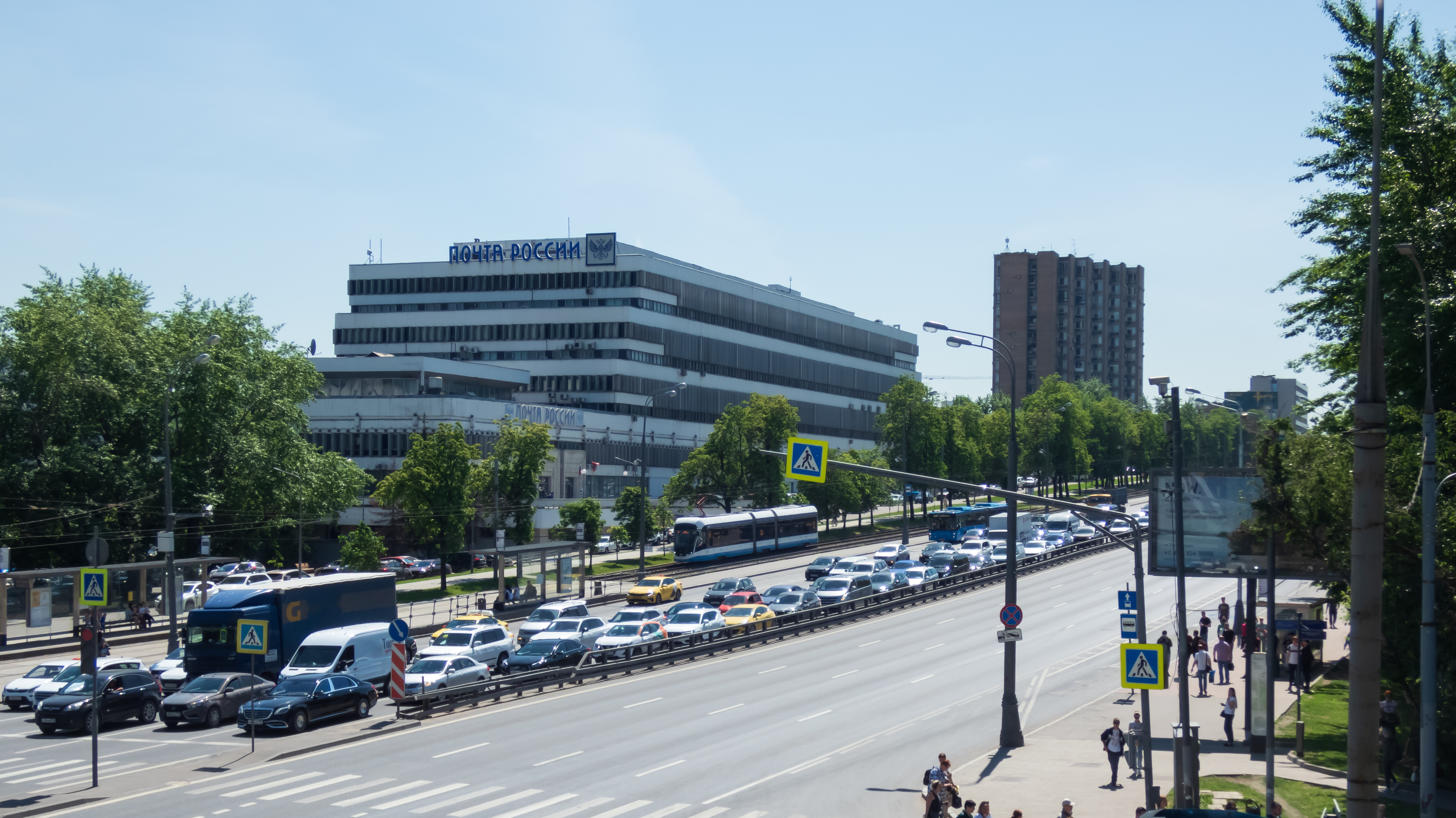
المبنى الرئيسي للبريد الروسي في موسكو.

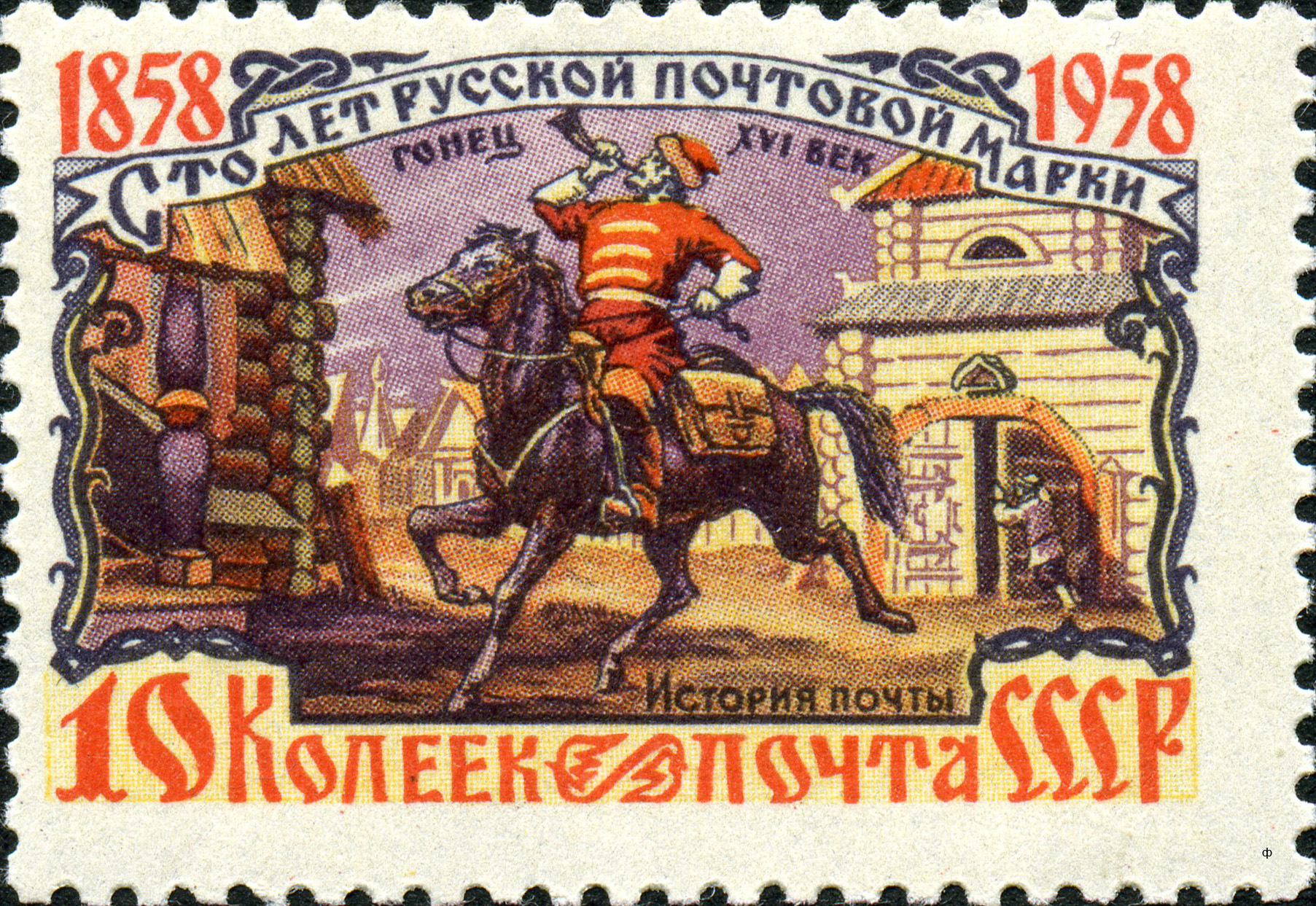
طابع عام 1958 للاتحاد السوفياتي يصور حامل بريد في القرن السادس عشر ، صدر للاحتفال بالذكرى المئوية لطوابع البريد الروسية

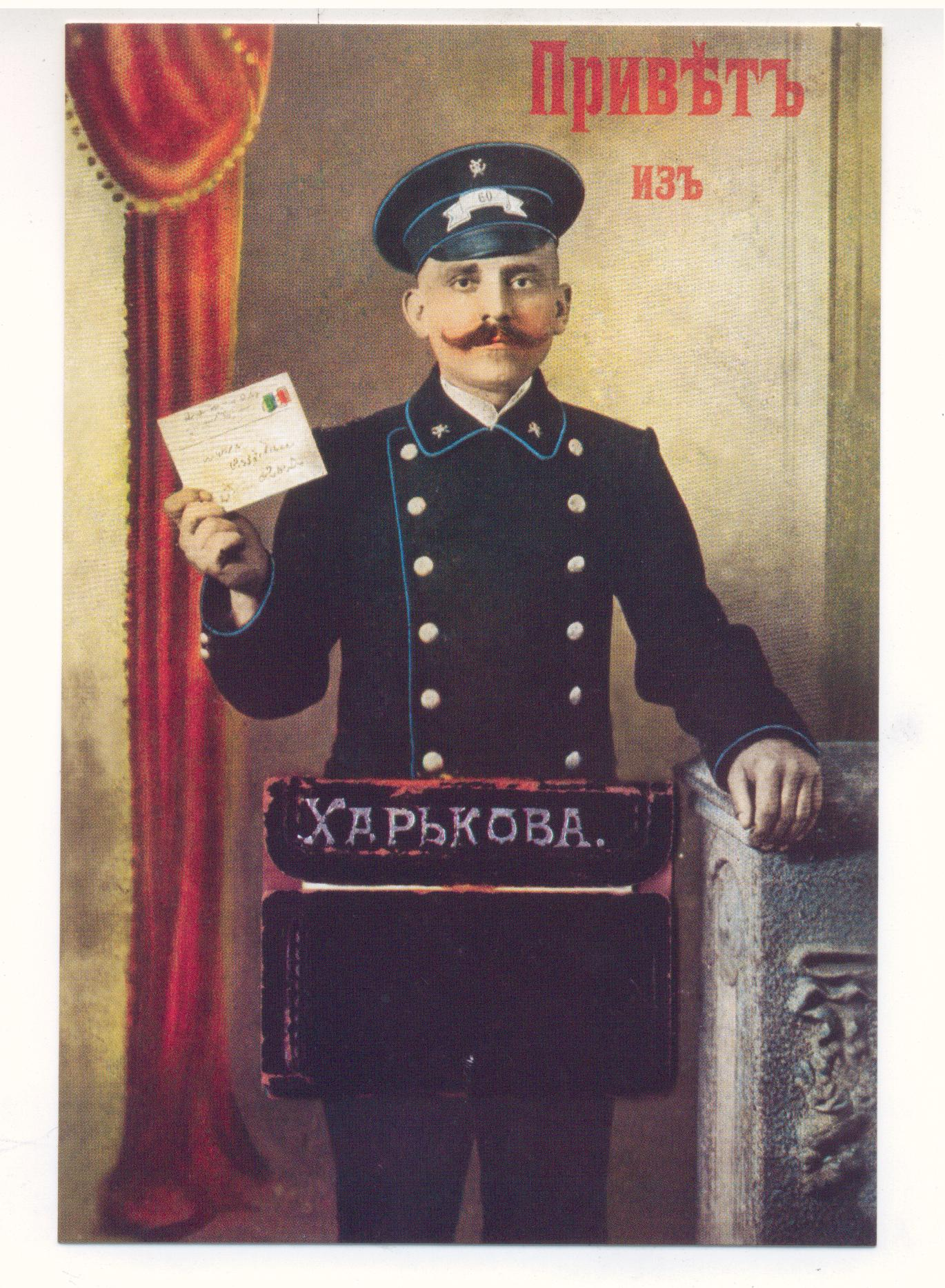
ساعي البريد الإمبراطورية الروسية

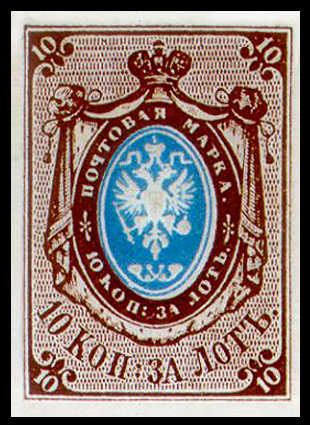
أول ختم روسي ، 1857

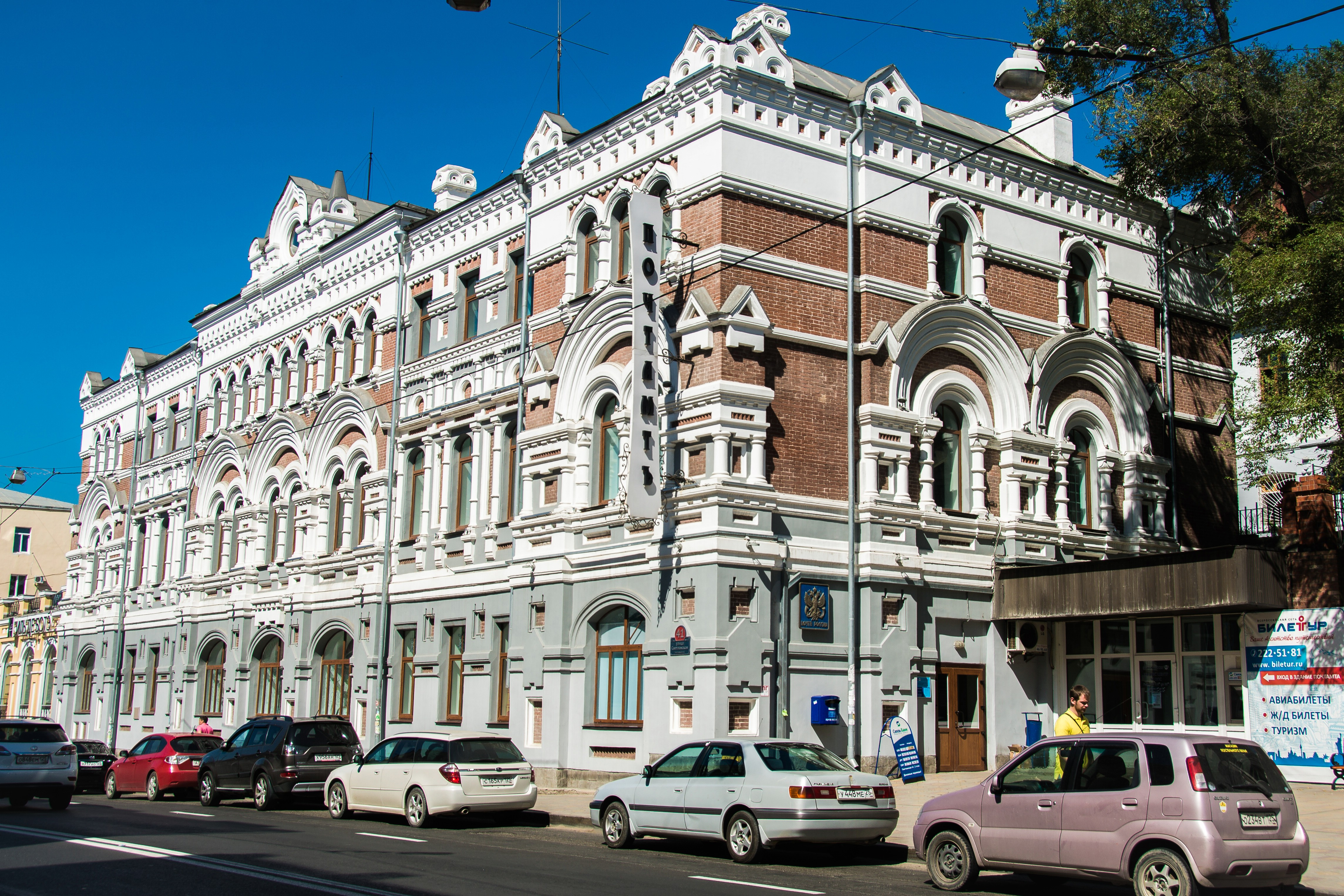
مكتب البريد والبرق في فلاديفوستوك ، الذي بني في 1897-1899

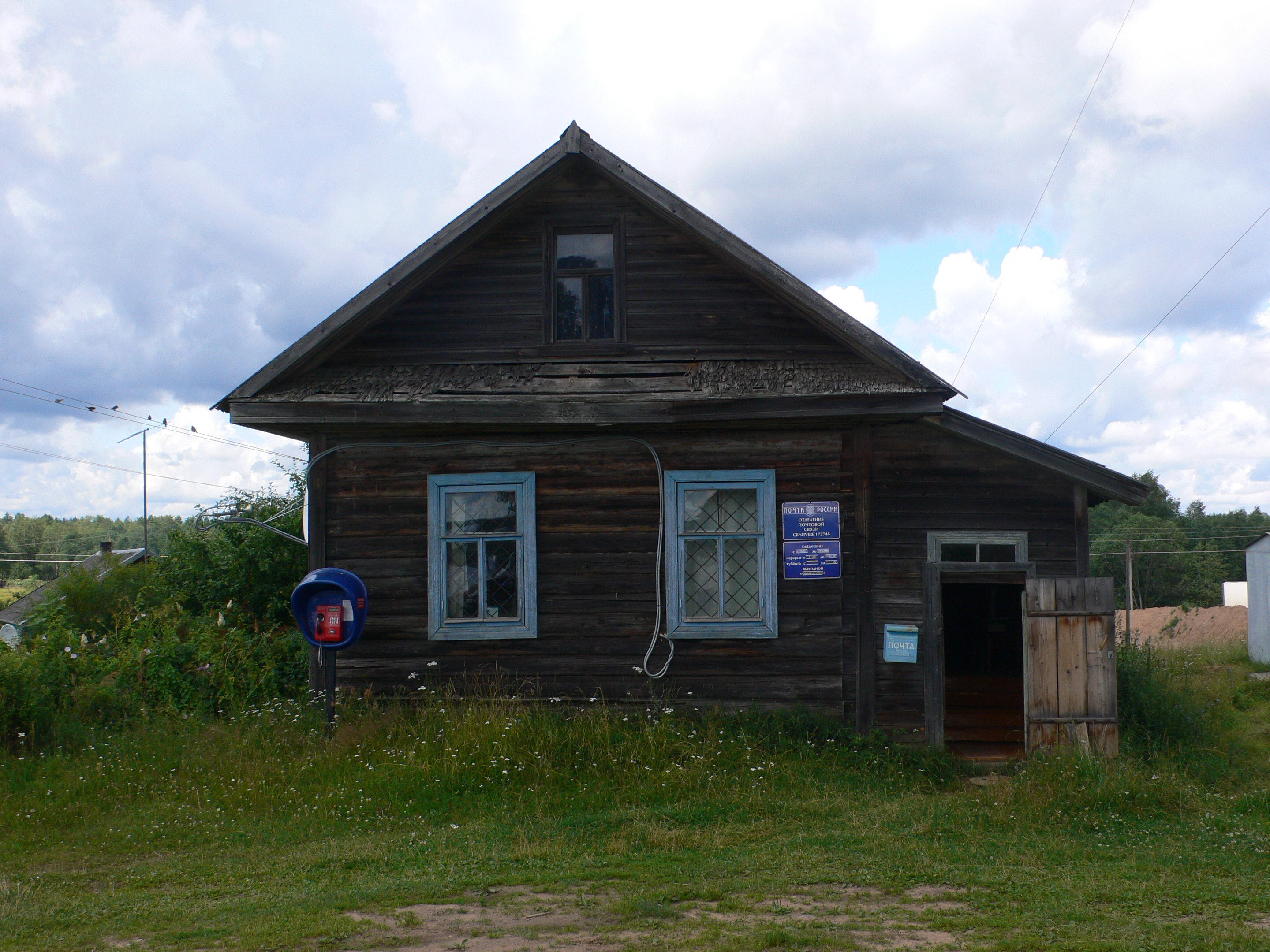
مكتب بريد في سفابوش ، تفير أوبلاست

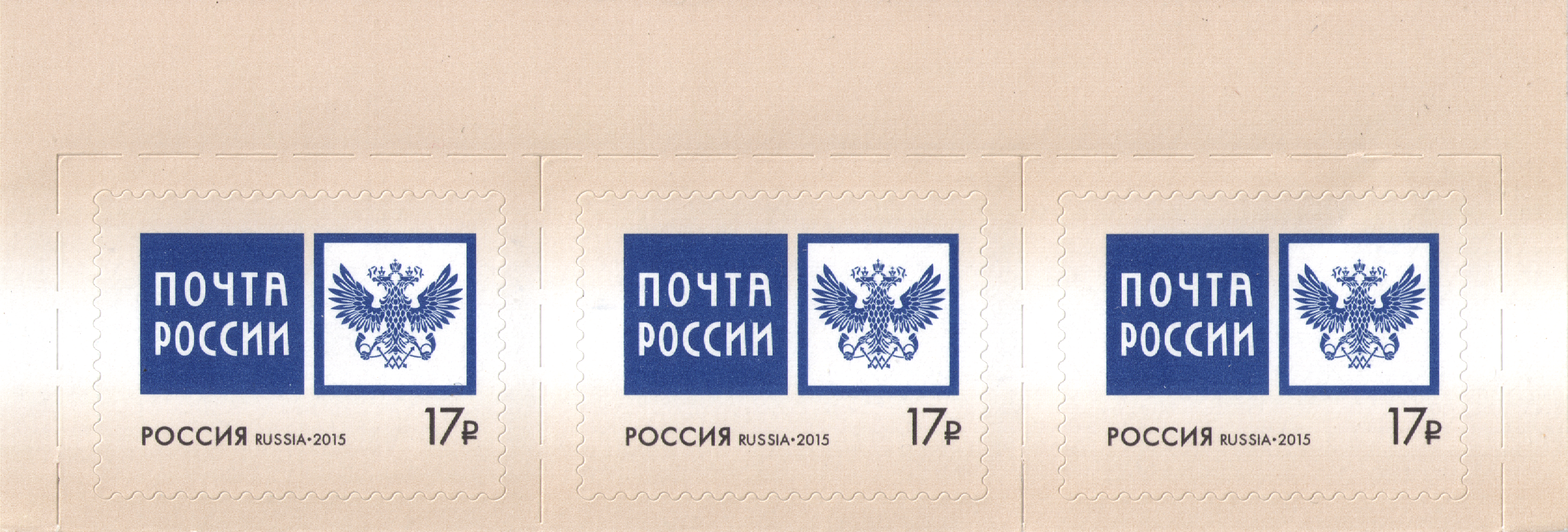
الطوابع مع شعار البريد الروسي.

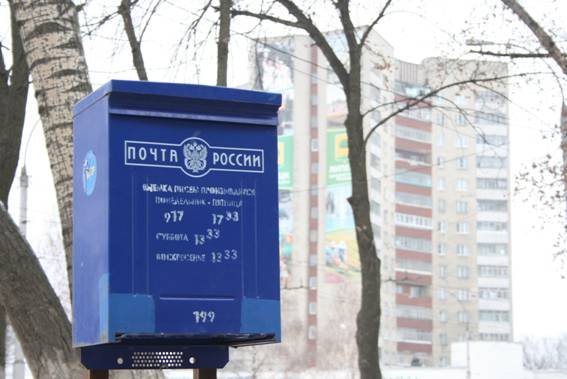
صندوق بريد في ليبيتسك

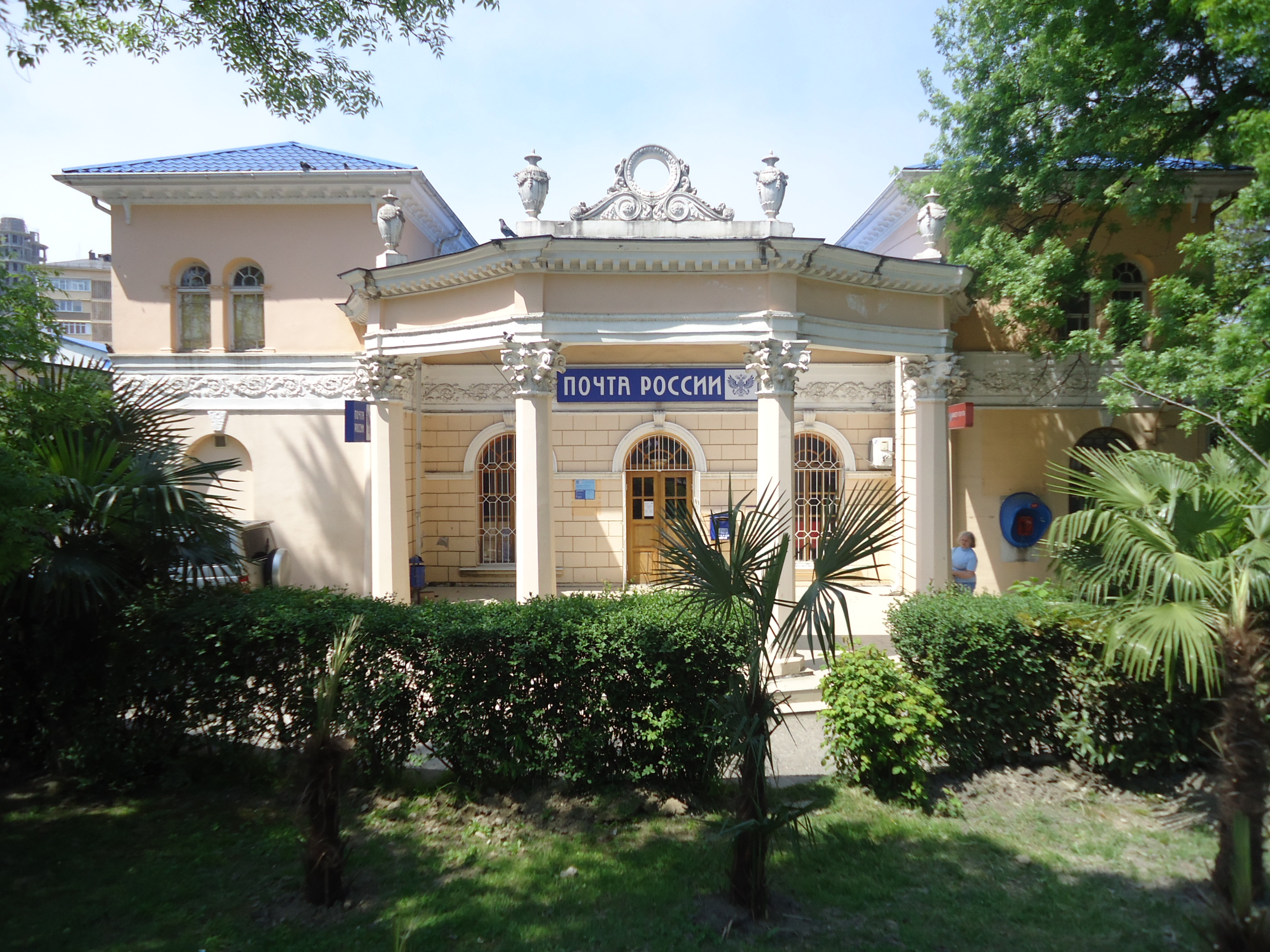
مكتب بريد في سوتشي

## تاريخ
تذكر السجلات نظامًا للرسل في القرن العاشر. كانت الرسائل الأولى تُحمل على شكل لفافة، مختومة بختم من الشمع أو الرصاص؛ ويعود أقدم هذه الأختام المعروفة إلى عام 1079، ويذكر فيها حاكمًا يُدعى راتيبور من تموتاركان.
بحلول القرن السادس عشر، شمل النظام البريدي 1600 موقع لخدمات نقل البريد، واستغرقت عملية نقل البريد من موسكو إلى نوفغورود ثلاثة أيام. في عام 1634، أُبرمت معاهدة سلام بين روسيا وبولندا، وأُنشئ طريق بريد إلى وارسو، والذي أصبح أول خدمة بريدية دولية منتظمة لروسيا.

### الامبراطورية الروسية
أصدر بطرس الأكبر إصلاحات جعلت النظام البريدي أكثر اتساقًا في عملياتهِ، وفي عام 1714 افتُتحت أول مكاتب بريد عامة في سانت بطرسبرغ وموسكو. تأسست "خدمة البريد العادية" على طول طرق موسكو وريغا. في فبراير 1714، بدأت الخدمة البريدية رحلات كل أسبوعين من سانت بطرسبرغ إلى ريغا؛ وفي يونيو من ذلك العام بدأت الرحلات من سانت بطرسبرغ إلى موسكو. حيث تأسس مكتب البريد الميداني في عام 1716، وما يسمى بخدمة البريد العادية في عام 1720، للنقل السريع حسب القوانين والأوراق الحكومية. حصل تنظيم التسليم المنتظم للطرود الخاصة (ما يسمى بالبريد الثقيل) في ثلاثينيات وأربعينيات القرن الثامن عشر. في عام 1746، تم تسليم الطرود والمراسلات الخاصة لأول مرة عن طريق البريد السريع، وبدءًا من عام 1781، أصبح من الممكن تسليم الأموال أيضًا بهذهِ الطريقة. يعود تاريخ أقدم ختم بريدي روسي معروف إلى يوليو 1765؛ وهو عبارة عن سطر واحد مكتوب عليه "ST. PETERSBOVRG" (بالأحرف اللاتينية)، ولكن التوصية الرسمية الأولى باستخدام الطوابع البريدية لم تأتي حتى حلول عام 1781.
ظهرت عربات البريد عام 1820. وفي عام 1833، أُنشئ بريد مدينة سانت بطرسبرغ، وقُسِّمت المدينة إلى 17 حيًا، تضم 42 مكتبًا للمراسلات في المتاجر التجارية. وفي عام 1834، ظهرت مكاتب الاستقبال في الضواحي (بلغ عددها في سانت بطرسبرغ 108 مكاتب). وفي عام 1838، نُظِّم توزيع الدوريات المطبوعة في سانت بطرسبرغ. وافتُتح قسم العربات وعربات النقل عام 1840 عند جسر مويكا؛ حيث كانت العربات الخفيفة تنقل البريد الخفيف، بينما كانت عربات النقل تتعامل مع البريد "الثقيل". وفي عام 1848، رُكِّبت صناديق بريد خضراء في الشوارع، وهو العام نفسه الذي صدرت فيه الأظرف المختومة؛ وفي عام 1851، ظهرت صناديق بريد برتقالية اللون لخدمة التوصيل في نفس اليوم بالقرب من محطات السكك الحديدية، مع ظهور أول طوابع بريد مدفوعة مسبقًا عام 1857.

## خدمات الأعمال
أنشأ البريد الروسي شبكة من نقاط الإنزال حيث يقبل شحنات كبيرة من الطرود مع الطلبات ، بما في ذلك تلك الصادرة في الأسواق. كما ستقدم الشركة خدمة الوفاء لشركات التجارة الإلكترونية بناء على مراكزها اللوجستية.
منذ عام 2022 ، قام البريد الروسي في 75 مدينة بتزويد بائعي الأسواق بخدمة لتسليم البضائع إلى مستودعات منصات التداول. في مايو 2022 ، أطلقت شركة البريد الروسية وشركة " السكك الحديدية الروسية "أول قطار حاويات بريد" روسيا " على طريق موسكو — فلاديفوستوك. تركز الخدمة على نقل المواد البريدية ، وكذلك البضائع السائبة التجارية. في يونيو 2022 ، أطلقت الشركة التسليم من 60 دقيقة من متاجر البيع بالتجزئة والمتاجر عبر الإنترنت. انها تخطط لتزويد تجار التجزئة مع سعاة والبنية التحتية لتكنولوجيا المعلومات ، وسوف تشارك المتاجر نفسها في المبيعات.
منذ 1 سبتمبر 2022 ، توقف بيع تذاكر يانصيب ستولوتو عبر البريد الروسي (40 ألف فرع). على الرغم من انخفاض 36 ٪ ، كان عدد نقاط توزيع ستولوتو حوالي 70 ألف.

## روابط خارجية
- الموقع الرسمي
- آخر الروسية تتطلع الاكتتاب العام في المستقبل بعد إعادة التنظيم